# Meerbruch
Der Meerbruch ist ein ehemaliges Naturschutzgebiet in den niedersächsischen Städten Wunstorf und Neustadt am Rübenberge in der Region Hannover und der Stadt Rehburg-Loccum im Landkreis Nienburg/Weser.

## Allgemeines
Das ehemalige Naturschutzgebiet mit dem Kennzeichen NSG HA 060 ist 211 Hektar groß. Davon entfallen 186,6 Hektar auf die Region Hannover und 24,4 Hektar auf den Landkreis Nienburg/Weser. Das Naturschutzgebiet war vollständig Bestandteil des FFH-Gebietes „Steinhuder Meer (mit Randbereichen)“ und des EU-Vogelschutzgebietes „Steinhuder Meer“. Im Westen grenzte es an das Naturschutzgebiet „Meerbruchswiesen“, im Südosten an das ehemalige Naturschutzgebiet „Hagenburger Moor“. Das Gebiet stand seit dem 25. Juni 1981 unter Naturschutz. Zum 10. Dezember 2020 ging es im Naturschutzgebiet „Westufer Steinhuder Meer“ auf. Zuständige untere Naturschutzbehörden waren die Region Hannover und der Landkreis Nienburg/Weser.

## Beschreibung
Das ehemalige Naturschutzgebiet liegt am Westufer des Steinhuder Meeres im Naturpark Steinhuder Meer. Es umfasst den Uferbereich des Steinhuder Meeres sowie einen Streifen der davor liegenden Wasserfläche. Der Uferbereich wird von einem Röhrichtgürtel und Erlen-Bruchwald geprägt. Daran schließen sich Wiesen, die teilweise als Grünland mit unterschiedlicher Intensität genutzt wurden, und torfmoosreiche Birken-Bruchwälder an.
In den 1990er-Jahren wurden die meisten Wiesen vernässt, zum Teil auch flach überstaut, so dass größere Wasserflächen entstanden. Das Gebiet wird von dem durch ein Wehr regulierten Steinhuder Meerbach als natürlicher Abfluss des Steinhuder Meeres durchflossen. Im südlichen Bereich des ehemaligen Naturschutzgebietes sind zwei Beobachtungstürme errichtet worden, von denen aus das Steinhuder Meer und die Verlandungszone im Uferbereich eingesehen werden können.